# Isoniacida
La isoniacida o isoniazida es un fármaco bactericida anti tuberculoso activo frente a Mycobacterium tuberculosis. Se trata de un fármaco empleado como terapia de primera línea en el tratamiento de la tuberculosis, siendo el principal a nivel mundial para tratar todos los tipos de tuberculosis. En literatura médica puede ser abreviado como "INH".
Generalmente es aplicado por vía oral, pero también podemos encontrar este medicamento en comprimidos, jarabes y solución inyectable.
Sus principales efectos secundarios son la toxicidad hepática y la neuropatía periférica; otros efectos poco frecuentes son los trastornos Hematológicos y neuritis óptica. Sus efectos adversos son resistencia al propio medicamento y problemas neurológicos, además de náuseas, vómitos, dolor abdominal, pérdida de apetito y diarrea que son efectos relativamente frecuentes, especialmente al inicio del tratamiento (UNir)
En pacientes con antecedentes de desarrollar reacciones de hipersensibilidad graves a otros medicamentos, incluyendo la hepatitis inducida por fármacos y en la enfermedad hepática aguda, la Isoniazida está contraindicada. Se debe tener precaución con el consumo de alimentos ricos en tiramina e histamina(Quesos curados, pescados fermentados, extractos de levadura y vino tinto) debido a que pueden generar reacciones adversas. Su dosificación y la vía de administración siempre deben ser indicadas y supervisadas por un profesional de la salud.

## Historia
Después de que F. Raschig desarrollara un método para sintetizar hidracina, Hans Meyer y su estudiante de doctorado en la Universidad Alemana de Praga, Josef Mally, estudiaron hidracidas de ácidos piridincarboxílicos.Al reaccionar el isonicotinato de etilo con el hidrato de hidracina, obtuvieron un compuesto que, tras una recristalización, tenía un punto de fusión de 163 °C. A pesar de sus resultados publicados en 1912, sus propiedades farmacéuticas no fueron investigadas durante décadas.
En la década de 1940, médicos franceses descubrieron que la nicotinamida tenía cierta actividad contra los bacilos tuberculosos in vitro y en cobayas infectadas. Al mismo tiempo, químicos alemanes liderados por G. Domagk, que investigaban los fármacos sulfo en Bayer, desarrollaron la tioacetazona. Después de que sus hallazgos se hicieron públicos, en 1950 A. Girard [fr] lo modificó a la menos tóxica tiosemicarbazona de nicotinaldehído, mientras que H. H. Fox desarrolló una similar tiosemicarbazona de isonicotinaldehído, la cual patentó. Pronto, múltiples laboratorios descubrieron la actividad anti-TB de la isoniazida.
Se cree que los médicos soviéticos A. Kachugin [ru] y Bella Keyfman también descubrieron esta actividad en 1949, pero ninguno publicó sus hallazgos en un artículo revisado por pares ni solicitó un certificado de inventor. Tres compañías farmacéuticas intentaron patentar el medicamento al mismo tiempo sin éxito, siendo la más destacada Roche en enero de 1951, que lanzó su versión, Rimifon, en 1952.
El medicamento se probó por primera vez en Many Farms, una comunidad navajo en Arizona, debido al problema de tuberculosis en la reserva navajo y porque la población no había sido tratada previamente con estreptomicina, el tratamiento principal para la tuberculosis en ese momento. La investigación fue liderada por Walsh McDermott, un investigador de enfermedades infecciosas con interés en la salud pública, quien anteriormente había tomado isoniazida para tratar su propia tuberculosis.
La isoniazida y un fármaco relacionado, la iproniazida, fueron de los primeros medicamentos en ser denominados antidepresivos.El uso psiquiátrico se detuvo en 1961 tras informes de hepatotoxicidad.El uso contra la tuberculosis continuó, ya que la efectividad de la isoniazida contra la enfermedad supera sus riesgos.

## Farmacocinética
Introducción farmacocinética
La Isoniacida es un medicamento de primera línea para el tratamiento de la tuberculosis pulmonar y extrapulmonar. Si bien en el uso clínico se puede combinar con otros antituberculosos como: rifampicina, etambutol y pirazinamida, a continuación solo se describe la farmacocinética desde la administración hasta la excreción, sin incluir las alteraciones que puede sufrir este proceso al tener interacción con otros medicamentos de su misma categoría. 
Vías de administración
La principal vía de administración es oral, pero en pacientes que no tienen disponible esta vía se administra por vía intramuscular o intravenosa.
La presentación oral se encuentra en forma de tabletas de 50, 100, or 300 mg o en solución de 50mg/5 mL. En la administración parenteral la dosis recomendada es de 5 mg/kg, y para la vía intravenosa se administra en forma de bolo lento en 25 mL de solución salina normal.
Absorción:
Presenta una absorción rápida a nivel del intestino delgado, llegando a la concentración plasmática máxima dentro de la primera y segunda hora posterior a la administración oral o intramuscular. Sin embargo, la biodisponibilidad puede reducirse radicalmente al ser administrada en compañía de alimentos.
Biodisponibilidad:
Por lo general, presenta una biodisponibilidad oral entre el 90% - 100%. 
Distribución
Presenta metabolismo de primer paso hepático, luego se distribuye en todos los tejidos y fluidos corporales (incluyendo la placenta). Debido al pequeño tamaño de la  molécula de Isoniazida, esta llega a difundirse pasivamente hacia células macrófagas y hacia Mycobacterium tuberculosis.
La Isoniazida presenta un metabolismo de primer paso a nivel hepático. Posteriormente, se distribuye ampliamente en diferentes tejidos y fluidos, incluyendo el líquido cefalorraquídeo, pleural, ascítico, esputo y saliva, así como la piel, los pulmones y el músculo. Puede atravesar la placenta. La concentración de Isoniazida en la leche materna es similar a la concentración plasmática del medicamento en la madre. 
Cuenta con un volumen de distribución de 35.2 litros, y casi un 10% del fármaco se une a proteínas plasmáticas. 
Metabolismo y metabolitos
El metabolismo hepático de la isoniazida ocurre principalmente por acetilación mediada por la enzima enzima N-acetiltransferasa 2 (NAT2), pasando a ser acetilisoniazida que presenta variabilidad genética determinando dos fenotipos principales:
- Acetiladores rápidos: metabolizan el fármaco más rápido (vida media 0.5-1.5 h), con mayor riesgo de hepatotoxicidad por generación de metabolitos reactivos.
- Acetiladores lentos: metabolización lenta (vida media 2-5 h), asociada a mayores concentraciones plasmáticas y riesgo de neuropatía periférica.

Los metabolitos tóxicos se generan mediante:
1. Hidrólisis de acetilisoniazida a acetilhidrazina, oxidada por CYP2E1 a compuestos hepatotóxicos.
2. Producción de hidrazina por vías alternativas (hidrólisis enzimática), neutralizada parcialmente por conjugación con glutatión vía GST.

Excreción:
Entre el 50% - 95% de la dosis se excreta en la orina dentro de las 24 horas, principalmente como metabolitos inactivos (N-acetilisoniazida y ácido isonicotínico), derivados del metabolismo de primer paso que ocurre a nivel hepático. De esa cantidad, en los acetiladores rápidos el 93% de la Isoniacida excretada por vía renal puede presentarse en forma acetilada, para el caso de los metabolizadores lentos este porcentaje se reduce al 63%, sin embargo, el porcentaje restante para ambos tipos de pacientes se excreta en forma libre o conjugada. Además, se excretan pequeñas cantidades por medio de la saliva, esputo y heces. La depuración renal tiene un impacto pequeño en la eliminación total, pero en pacientes con función renal deteriorada y metabolismo lento puede presentarse acumulación tóxica. 

## Farmacodinamia
La isoniacida es un agente bactericida que actúa específicamente contra microorganismos del género Mycobacterium, en particular M. tuberculosis, M. bovis y M. kansasii. Se trata de un fármaco altamente específico, sin efecto frente a otros tipos de bacterias. Su acción es bactericida cuando las micobacterias se encuentran en fase de crecimiento rápido, y bacteriostática cuando su crecimiento es lento.

## Mecanismo de acción

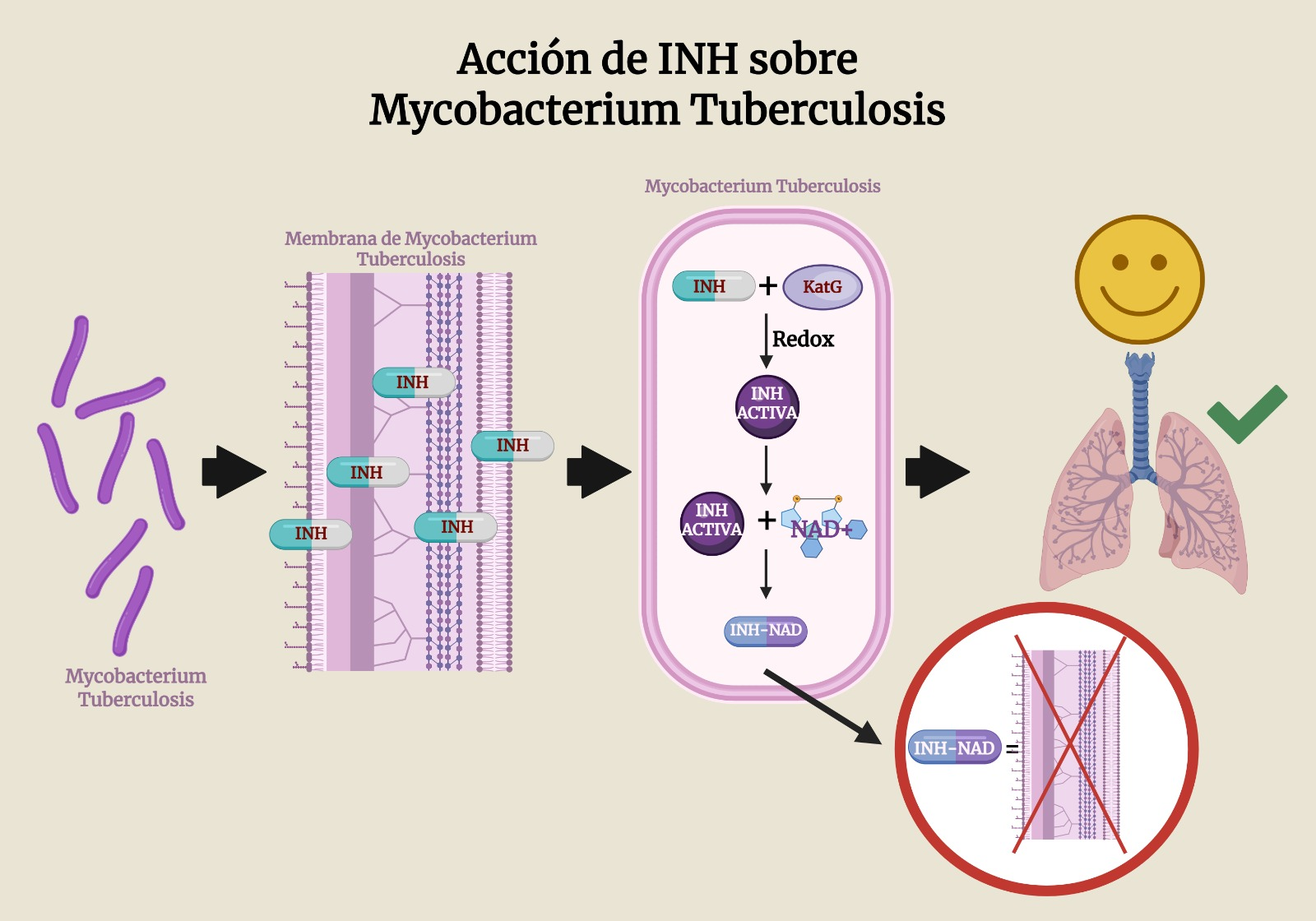
Acción de la INH sobre Mycobacterium tuberculosis

La isoniazida es un profármaco que inhibe la formación de la pared celular micobacteriana. La activación de la isoniazida está relacionada con la reducción mediada por la hidrolización de la enzima catalasa - peroxidasa férrica micobacteriana (KatG), presente en Mycobacterium tuberculosis, y la reacción con oxígeno, formando un complejo enzimático anti ferroso. Una vez activada, la Isoniazida es capaz de inhibir la síntesis de los ácidos micólicos presentes en la pared bacteriana. Específicamente, inhibe enoil reductasa (InhA), enzima de la  Mycobacterium tuberculosis, mediante una unión covalente con el cofactor NAD. Este complejo actúa como inhibidor competitivo de InhA, generando el bloqueo de la producción de ácidos micólicos, un componente esencial de la pared bacteriana. 

## Uso clínico
La isoniazida es un antibiótico indicado para el tratamiento de primera línea en los casos de infección activa por Mycobacterium tuberculosis. 
| Infección activa de tuberculosis (TB)                     | La infección activa por tuberculosis puede presentarse con fiebre, escalofríos, sudores nocturnos, tos, hemoptisis (expectoración con sangre) y pérdida de peso. |
| Infección latente por tuberculosis (TB)                   | Actualmente se hace uso principalmente de la Rifampicina por presentar una eficacia similar, acompañado de un curso de tratamiento más corto.                    |
| Infección por Virus de Inmunodeficiencia Humana (VIH)     | Pacientes con PPD ≥5 mm de induración y pacientes con alta exposición a factores de riesgo para infección por VIH.                                               |
| Personas en contacto cercano a pacientes con tuberculosis | Con PPD ≥5 mm de induración. |
| Terapia preventiva                                        | Para pacientes con lesiones pulmonares fibróticas con tuberculosis o en pacientes con silicosis pulmonar                                                         |
| Usuarios de drogas intravenosas                           | Con PPD ≥10 mm de induración y prueba de VIH negativa. |

### Usos Off-Label
El uso de isoniazida está indicado para el tratamiento de la enfermedad pulmonar por micobacterias no tuberculosas.

## Propiedades antidepresivas
Una de las evidencias iniciales de que las catecolaminas podían inducir cambios en el comportamiento emotivo, provino de observaciones sobre los efectos de la isoniacida. Este compuesto es un IMAO, es decir, tiene un efecto inhibidor sobre la monoaminooxidasa. Cuando la isoniacida se utilizó como agente terapéutico en la tuberculosis, se observó que mejoraba notablemente el estado de ánimo de los pacientes, quienes manifestaban una condición de euforia y optimismo, en desacuerdo con su estado físico general y sus perspectivas. Fue el psiquiatra Jean Delay (hoy conocido por haber introducido la clorpromazina en el tratamiento de los trastornos psicóticos) quien describió por primera vez los efectos antidepresivos de la isoniacida en 1952. 
Aunque esa indicación está en desuso en la actualidad, impulsó en su momento ambiciosas investigaciones acerca del mecanismo de acción asociado con los efectos antidepresivos. Con estos antecedentes, se planteó la posibilidad de que aquellas sustancias que aumentaran la actividad de las sinapsis en las que intervienen las aminas biogénicas, podrían ser eficaces en el tratamiento de los trastornos del ánimo. Se diseñaron modelos teóricos de orden neuroquímico para explicar la depresión. Uno de ellos fue la hipótesis serotoninérgica, que vinculó este tipo de fenómenos con niveles deficitarios del neurotransmisor serotonina en las sinapsis neuronales. Fue esta hipótesis la que sirvió de premisa a los científicos de la firma Ely Lilli para avanzar en la   síntesis de la fluoxetina, en 1986: el primer fármaco antidepresivo que actuaba como inhibidor selectivo de la recaptación de serotonina.

## Dosis
La dosis está entre 3-5 mg/kg/día (max 300 mg diarios). En la prescripción intermitente (dos o tres veces a la semana) la dosis es de (max 900 mg diarios). Los pacientes con metilación lenta (vía acetilación) pueden requerir reducir la dosis.

## Efectos adversos

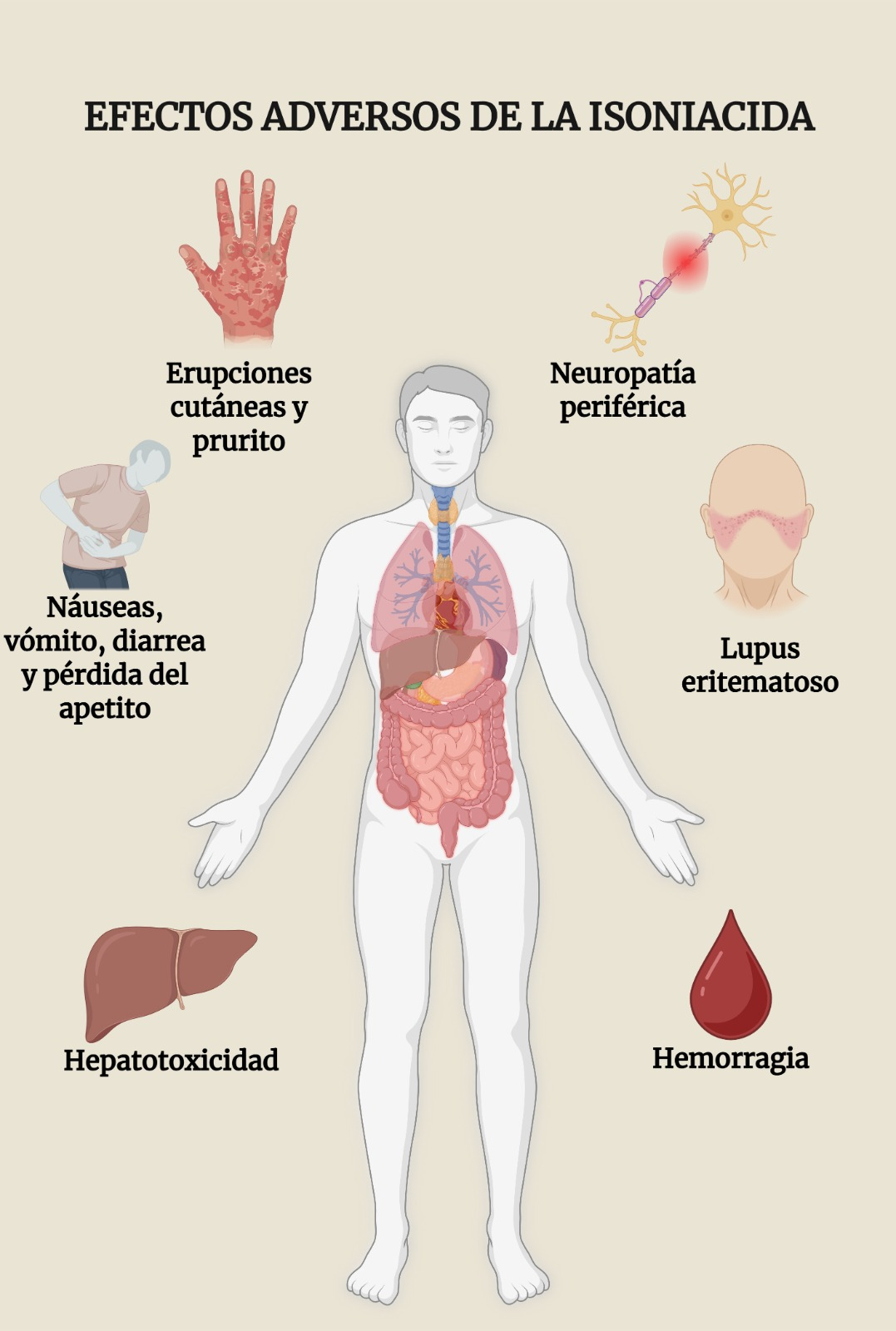
Efectos adversos de la Isoniacida

La isoniazida (INH) puede causar varios efectos adversos, la mayoría de ellos leves y transitorios. Dentro de los efectos adversos más comunes se encuentran las relacionadas con el sistema gastrointestinal, erupciones cutáneas y prurito.
Por otro lado, la neuropatía periférica es un efecto adversos característico tras el uso de la isoniacida, pero poco frecuente (menos del 0.2%), con mayor riesgo en pacientes con factores predisponentes como diabetes, VIH, desnutrición, insuficiencia renal, alcoholismo, embarazo o lactancia.  El mecanismo de la neuropatía periférica inducida por INH se desencadena la interferencia en el metabolismo de la vitamina B6 tras la administración de la isoniazida.
La isoniazida es un inhibidor de las enzimas de la familia CYP450, lo cual puede ocasionar concentraciones séricas elevadas de medicamentos concurrentes como fenitoína, carbamazepina, diazepam y primidona, especialmente en acetiladores lentos. También, se ha reportado lupus eritematoso inducido por fármacos en hasta 1% de los pacientes, y mayor riesgo de encefalopatía severa en quienes reciben hemodiálisis crónica.
| Sistema implicado          | Grupo CIOSM     | Tipo de reacción |
| -------------------------- | --------------- | --- |
| Aparato digestivo          | Frecuentes      | Hepatotoxicidad, hepatitis inducida por medicamentos. |
| Aparato digestivo          | Poco frecuentes | Pancreatitis, insuficiencia pancreática crónica. |
| Sangre y sistema linfático | Raros           | Hemorragias asociadas con la inhibición adquirida de la estabilización de la fibrina o del factor XIII, aplasia de células rojas.                                                                          |
| Sistema nervioso central   | Poco frecuentes | Neuropatía, ataxia, toxicidad cerebelosa, reacciones psicóticas (generalmente caracterizadas por delirios, alucinaciones y confusión), convulsiones por sobredosis, encefalopatía (pacientes en diálisis). |
| Piel y tejido subcutáneo   | Poco frecuentes | Urticaria, púrpura, síndrome acneiforme, dermatitis exfoliativa, alopecia. |
| Otros                      | Poco frecuentes | Lupus eritematoso sistémico, carcinogenicidad (cáncer de vejiga), pelagra. |

## Poblaciones especiales
En pacientes embarazadas o en periodo de lactancia con tuberculosis activa, la administración de isoniazida está indicada debido a que el riesgo de enfermedad no tratada supera los posibles efectos adversos La droga atraviesa la placenta y también se excreta en la leche materna en concentraciones muy bajas, sin evidenciar toxicidad para el lactante. Por ello, tanto las mujeres embarazadas como los recién nacidos que reciben lactancia materna necesitan suplementación con piridoxina (vitamina B6), ya que la deficiencia inducida por isoniazida puede provocar neuropatía periférica, efecto especialmente relevante si existen comorbilidades como VIH, alcoholismo, o malnutrición.
En cuanto a la toxicidad hepática inducida por isoniazida, se reconoce que este fármaco es responsable de elevaciones asintomáticas de enzimas hepáticas en hasta un 20 % de los pacientes, y de hepatotoxicidad clínica grave en un 0,5–1 %, con mayor riesgo en personas mayores, con enfermedad hepática crónica o consumo crónico de alcohol. Por ello, en grupos de riesgo —como bebedores habituales, mayores de 35 años, pacientes con insuficiencia renal, enfermedad hepática preexistente, usuarios de drogas intravenosas o infectados por VIH— se recomienda realizar monitoreo frecuente de aminotransferasas para detectar precozmente daño hepático.

## Interacciones medicamentosas

### Interacciones farmacológicas
El uso simultáneo de isoniazida y paracetamol (acetaminofén) puede incrementar el riesgo de toxicidad por paracetamol, ya que se cree que la isoniazida induce una enzima hepática que favorece la conversión del paracetamol a metabolitos tóxicos. La isoniazida ralentiza el metabolismo de la carbamazepina, lo cual reduce su eliminación del organismo. Por ello, se recomienda controlar los niveles séricos de carbamazepina y ajustar la dosis si es necesario. En tratamientos prolongados, la isoniazida podría disminuir los niveles séricos de ketoconazol, especialmente cuando se combina con rifampicina. Este efecto se ha documentado en el uso conjunto de rifampicina, isoniazida y ketoconazol.
El tratamiento con isoniazida puede elevar las concentraciones de fenitoína en sangre, por lo que podría ser necesario realizar ajustes en la dosis de este fármaco. También se ha observado que la isoniazida incrementa los niveles plasmáticos de teofilina. En algunos casos, incluso, la teofilina puede retardar la eliminación de la isoniazida. Por tanto, se recomienda monitorizar las concentraciones de ambos medicamentos. Por último, los niveles de valproato pueden aumentar cuando se administra junto con isoniazida, lo que hace necesario un control regular de sus concentraciones plasmáticas y, de ser preciso, una modificación de la dosis.
| Medicamento administrado de forma simultánea | Efecto adverso                                                              |
| -------------------------------------------- | --------------------------------------------------------------------------- |
| Paracetamol                                  | Hepatotoxicidad                                                             |
| Carbamazepina                                | Toxicidad neurológica                                                       |
| Ketoconazol                                  | Hepatotoxicidad y falla terapéutica (proliferación de la infección fúngica) |
| Fenitoína                                    | Somnolencia, mareos y náuseas                                               |
| Teofilina                                    | Convulsiones, palpitaciones y náuseas                                       |
| Valproato                                    | Síndrome serotoninérgico                                                    |

### Interacciones con alimentos
Los alimentos que contienen histamina (por ejemplo, quesos curados, atún y otros peces tropicales) pueden causar dolores de cabeza, sudoración, palpitaciones, enrojecimiento facial (rubor) e hipotensión. La ingesta de alimentos reduce la absorción. Tome al menos 1 hora antes o 2 horas después de las comidas. El consumo de alcohol también puede aumentar el riesgo de hepatitis y neuropatía.

## Contraindicaciones
Isoniazida está contraindicada en caso de:
- Hipersensibilidad al principio activo o a alguno de sus excipientes, así como en caso de antecedente de hepatitis asociada a isoniazida u otros fármacos.
- Antecedentes de hipersensibilidad a las hidracinas (rash, artralgias o hepatitis).
- Enfermedad hepática aguda.
- Pacientes con déficit de glucosa-6-fosfato-deshidrogenasa con anemia hemolítica no esferocítica crónica (deficiencia de G6PD Clase I).
- Insuficiencia hepática grave

En pacientes con antecedentes de desarrollar reacciones de hipersensibilidad graves a otros medicamentos, incluyendo la hepatitis inducida por fármacos y en la enfermedad hepática aguda de cualquier etiología, la Isoniazida está contraindicada.

## Toxicidad
Con el consumo de 1.5 g de isoniazida puede llegar a ser tóxico. La sobredosis de isoniazida se ha asociado con la tríada clínica de: 
- Convulsiones refractarias al tratamiento con fenitoína y barbitúricos.
- Acidosis metabólica con una brecha de anión que es resistente al tratamiento con bicarbonato de sodio.

- Coma.

Se ha recomendado no utilizar azúcares como la glucosa, la fructosa y la sacarosa en los preparados de jarabe de isoniazida porque la absorción del fármaco se veía alterada por la formación de un producto de condensación.1 El sorbitol puede ser un sustituto adecuado en caso necesario. 1. Inactivación de la isoniazida por condensación en un jarabe.

## Presentación
Preparados farmacopeicos BP 2014: Isoniazida Inyección; Isoniazida Solución Oral; Isoniazida Comprimidos
USP 36: Inyección de Isoniazida; Jarabe de Isoniazida; Comprimidos de Isoniazida; Cápsulas de Rifampina e Isoniazida; Comprimidos de Rifampina, Isoniazida y Pirazinamida; Comprimidos de Rifampina, Isoniazida, Pirazinamida y Clorhidrato de Etambutol.

## Sustitutos o alternativas a la Isoniacida
Para TB latente: 
- Rifampicina sola: 4 meses
- Rifapentina + Isoniazida: 1 vez/semana por 3 meses
- Rifampicina + Isoniazida: 3 meses

Para TB activa (en combinación con otros fármacos):
- Rifampicina
- Etambutol
- Pirazinamida

En resistencia o intolerancia:
- Fluoroquinolonas (Levofloxacino, Moxifloxacino)
- Linezolid, Bedaquilina, Clofazimina, etc. (en casos de tuberculosis multirresistente – MDR-TB)[28][29]